# 诺埃米·托马斯
诺埃米·托马斯（Noemie Thomas，1996年2月4日—）生于不列颠哥伦比亚省列治文，是一名加拿大女子游泳运动员，主攻蝶泳，曾就读于加利福尼亚大学柏克莱分校。她在5岁时开始接触游泳，7岁时开始练习竞技游泳。她在童年时期也曾练习过芭蕾舞，12岁时，她决定放弃芭蕾舞，将最主要的精力投入到游泳上。